# 林珀尔
林珀尔是德国石勒苏益格－荷尔斯泰因州的一个市镇。总面积15.90平方公里，总人口1296人，其中男性653人，女性643人（2011年12月31日），人口密度82人/平方公里。